# (20429) 1998 YN1
1998 YN1 (asteroide 20429) é um APL. Possui uma excentricidade de 0.46447971 e uma inclinação de 6.29844º.
Este asteroide foi descoberto no dia 16 de dezembro de 1998 por LINEAR em Socorro.